# Mónika Lakatos
Mónika Lakatos (ur. w Budapeszcie) – węgierska piosenkarka pochodzenia romskiego. W 2020 roku została pierwszą artystką pochodzenia romskiego, która otrzymała nagrodę WOMEX.

## Życiorys
W 2010 roku zaśpiewała utwór do filmu Misja kadrowego w reżyserii Erana Riklisa. Jej solowy album Romanimo znalazł się na czwartym miejscu na liście World Music Charts Europe w lutym 2018 roku, i zajęła 14. miejsce na top liście, wybranej przez jury.

## Dyskografia
- Romanimo (20 października 2017)[9]
- Hangszín (z grupą Monika Lakatos and the Gipsy Voices, 2020)[10]

## Nagrody
- Nagroda Anna Lindh, 2007[11]
- Nagroda Párhuzamos Kultúráért(inne języki), 2013[12]
- Nagroda Nemzetiségekért, 2014[13]
- Nagroda WOMEX, 2020[14]
- Nagroda Pro Cultura Minoritatum Hungariae, 2020[15]